# بیمارستان شهریار (شیراز)
بیمارستان شهریار بیمارستانی است خصوصی و درمانی واقع در شیراز، استان فارس با ظرفیت ۵۵ تخت فعال که در سال ۱۳۵۴ شمسی تأسیس گردید. نام سابق این بیمارستان شهر بود که درسال 1399 به شهریار تغییر پیدا کرد . 
بخش های بستری این بیمارستان عبارتند از جراحی عمومی، زنان و زایمان، زیبایی و پلاستیک، جراحی چشم، جراحی ارتوپدی و مغز و اعصاب، ارتوپدی، جراحی کلیه و مجاری اداری و جراحی گوش، حلق و بینی.